# Kukolj
Kukolj (lat. Agrostemma), manji biljni rod kojemu pripada dvije vrste jednogodišnjeg raslinja iz porodice Caryophyllaceae. Obje vrste su europske, ali su uvezene, osobito poljski kukolj (Agrostemma githago),  po mnogim državama širom svijeta, u tropsku Afriku, obje Amerike, Australiju i po nekim azijskim zemljama.
Poljski kukolj je otrovna biljka, i u prošlosti su bila zabilježena česta trovanja. Bio je raširen po cijeloj Europi i čest po obradivim površinama. Danas ga zbog suvremenih strojeva ima znatno manje. Prema nekim navodima kukolj potiče rast korijena drugih kulturnih biljaka, kao što su pšenica, kukuruz, suncokret i druge biljke. danas postoje i preparati koji je ekstrahiraju iz njega i koriste kao hormon rasta.

## Vrste
1. Agrostemma brachyloba (Fenzl) K. Hammer
2. Agrostemma githago L., poljski kukolj

## Vanjske poveznice
|  | Zajednički poslužitelj ima još gradiva o temi Agrostemma |
|  | Wikivrste imaju podatke o taksonu Agrostemma             |